# Charaxes candiope
Charaxes candiope (харакс зеленожильний) — вид метеликів родини Сонцевики (Nymphalidae).

## Поширення
Метелик широко поширений в Африці на південь від Сахари.

## Опис
Розмах крил 45-55 мм у самців і 50-60 мм у самок. Гусениці зеленого забарвлення і з рогатою головою. Живляться листям Croton sylvaticus, Croton gratissimus та Croton megalocarpus.

## Спосіб життя
Швидкість зльоту переляканого Charaxes candiope — 5 км/с!